# ドーソン・シティ
ドーソン・シティ（Dawson City, 正式には Town of the City of Dawson）とはカナダのユーコン準州にある都市で、北緯64度3分45秒、西経139度25分50秒に位置する。現在の人口は約1,500人。地元では単に「ドーソン」と呼ばれるが、観光業界では、ブリティッシュコロンビア州ドーソンクリークと区別するため、「ドーソン・シティ」と呼ぶのが一般的である。
1887年にこの地域を探検したジョージ・マーサー・ドーソンから名を取り1897年1月に命名された。1898年のユーコン準州誕生以来州都だったが、1952年、ホワイトホースにその座を譲った。
ハン族が夏季漁の為の宿営地として使っていた土地だったが、1896年にクロンダイク・ゴールドラッシュが始まると人が集まり始め、1898年には人口40,000人に達した。ゴールドラッシュが終わると人口は8,000人にまで減少。1902年に市制に編入された時の人口は5,000人以下だった。
第二次世界大戦後に州都がホワイトホースに移ったから人が減っていき、1960年代になると600-900人で安定。以後は安定して増加している。価格の高い金の採掘は現代でも利益をあげており、観光産業の成長はインフラの充実をもたらしている。1950年代にはアラスカと道路がつながり、1955年秋には、現在クロンダイク・ハイウェイとなっている道路によって、ホワイトホースとも結ばれた。
市内の建築物の多数が「ドーソン地区」として国定史跡に指定されている。一部の古い建物がそのまま資料館として使われており、職員はクロンダイクのゴールドラッシュ時代の格好をしている。また、国定史跡である「浚渫船第4号」や「S.S.キノ（蒸気船）」もこの地区にある。

## 産業
今日のドーソン・シティの主要産業は観光と金の採掘である。
1896年にジョージ・カーマック、ドーソン・チャーリー、スクーカム・ジム・メイソンの3人がボナンザ・クリークを発見して金を採掘した。この地区のクリークというクリークに人が次々来て、1898年の春にクロンダイク・ゴールドラッシュを聞きつけてやってきた何千という人々の大半は金を採掘できなかった。約10年後、大型の砂金浚渫船が操業を開始し、クリークから大量の金をすくいあげた。浚渫船は川やクリークの位置を変えたり、航路に大量の土砂を残したりなどして、徹底的に地形を変えていった。水力発電によって浚渫船の動力を得るため、北部に運河やダムが建設された。浚渫船は冬になると停止されていたが、通称クロンダイク・ジョー・ボイルのために作られた浚渫船は一年を通じて運用できるように設計されており、ボイルは冬中操業ができた。この浚渫船は国定史跡としてボナンザ・クリークで公開されている。
最後の浚渫船は1966年に操業を停止。ノースフォークの水力発電施設は、ドーソン・シティへの売却が中止されて閉鎖された。以来、この地域の採金法は昔の方法で行われている。
ドーソン・シティ空港から空路へのアクセスが可能である。

### 観光
金等鉱物の採掘より観光産業に資金が注がれている。
夏はカヌーでのユーコン川くだり、カナダのパタゴニアと称されるトゥームストーン州立公園でのハイキング、そこから北極圏へ延びるデンプスターハイウェイなど見所が多い。また、ドーソン・シティはオーロラ・オーバルと呼ばれるオーロラが発生する"輪"の真下に位置していて、冬はオーロラ鑑賞の地として注目を集めつつある。

## 気候
ユーコン準州の大部分と同じく、ドーソン・シティの気候も亜北極気候である。一年を通じての平均最高気温は7月の23℃であり、平均最低気温は1月の-31℃、年間の平均気温は-4.4℃である。記録上の最高気温は1983年5月に記録された35℃で、最低気温は1992年2月の-56℃。年間降雪量は160cmで、年間降雨量は200mmである。霜が降りない期間は年平均90日間である。
| ドーソン・シティの気候              | ドーソン・シティの気候 | ドーソン・シティの気候 | ドーソン・シティの気候 | ドーソン・シティの気候 | ドーソン・シティの気候 | ドーソン・シティの気候 | ドーソン・シティの気候 | ドーソン・シティの気候 | ドーソン・シティの気候 | ドーソン・シティの気候 | ドーソン・シティの気候 | ドーソン・シティの気候 | ドーソン・シティの気候 |
| 月                                  | 1月                    | 2月                    | 3月                    | 4月                    | 5月                    | 6月                    | 7月                    | 8月                    | 9月                    | 10月                   | 11月                   | 12月                   | 年                     |
| ----------------------------------- | ---------------------- | ---------------------- | ---------------------- | ---------------------- | ---------------------- | ---------------------- | ---------------------- | ---------------------- | ---------------------- | ---------------------- | ---------------------- | ---------------------- | ---------------------- |
| 最高気温記録 °C （°F）              | 9.7 (49.5)             | 9.5 (49.1)             | 11.1 (52)              | 22.3 (72.1)            | 34.7 (94.5)            | 32.9 (91.2)            | 33.5 (92.3)            | 33.5 (92.3)            | 25.3 (77.5)            | 17.7 (63.9)            | 10.6 (51.1)            | 6.5 (43.7)             | 34.7 (94.5)            |
| 平均最高気温 °C （°F）              | −22.5 (−8.5)           | −16.5 (2.3)            | −3.6 (25.5)            | 7.6 (45.7)             | 15.5 (59.9)            | 21.3 (70.3)            | 23.1 (73.6)            | 19.8 (67.6)            | 12.2 (54)              | −0.5 (31.1)            | −13.9 (7)              | −20.4 (−4.7)           | 1.8 (35.2)             |
| 平均最低気温 °C （°F）              | −30.9 (−23.6)          | −28.2 (−18.8)          | −20.2 (−4.4)           | −7.5 (18.5)            | 1 (34)                 | 6 (43)                 | 8.1 (46.6)             | 5.1 (41.2)             | −0.6 (30.9)            | −9.4 (15.1)            | −21.8 (−7.2)           | −28.9 (−20)            | −10.6 (12.9)           |
| 最低気温記録 °C （°F）              | −53.8 (−64.8)          | −55.8 (−68.4)          | −45.2 (−49.4)          | −32 (−26)              | −8.2 (17.2)            | −3 (27)                | −1.5 (29.3)            | −11 (12)               | −23.2 (−9.8)           | −36.5 (−33.7)          | −47.9 (−54.2)          | −51.8 (−61.2)          | −55.8 (−68.4)          |
| 降水量 mm （inch）                  | 19.2 (0.756)           | 12.7 (0.5)             | 11.1 (0.437)           | 8 (0.31)               | 28.4 (1.118)           | 40.4 (1.591)           | 48.4 (1.906)           | 42.5 (1.673)           | 35 (1.38)              | 31.6 (1.244)           | 25.8 (1.016)           | 21.3 (0.839)           | 324.4 (12.772)         |
| 出典：Environment Canada 2009-07-12 |                        |                        |                        |                        |                        |                        |                        |                        |                        |                        |                        |                        |                        |

## 統計
2001年の国勢調査による。
- 人口: 1,251人（1996年から2.8%減）
- 面積: 32.45km2
- 人口密度: 38.6人/km2
- 世帯数: 540世帯
- 一世帯あたりの平均収入: 41,792ドル